# جائزة الأركانة العالمية
جائزة الأركانة العالمية هي جائزة تقديرية أدبية وثقافية تمنح سنويا من قبل جمعية بيت الشعر في المغرب بالتعاون مع مؤسسة الرعاية لصندوق الإيداع والتدبير ووزارة الثقافة في المغرب للشعراء العرب والأجانب عن مجمل أعمالهم وعطاءتهم الأدبية والفكرية إسهاما واعترافاً بما قدموه في هذا المجال.

## اسم الجائزة
استوحت الجائزة اسمها من شجرة الأركان المتميزة بزيتها وثمرتها التي لا تنبت في أي مكان اخر من العالم سوى المغرب وتحديدا في جنوبه. بحسب رويترز وقد أحدثت جائزة «الأركانة» العالمية للشعر من طرف جمعية بيت الشعر المغربي عام 2002.

## أهداف الجائزة
- تكريم الشخصيات الأكثر عطاء وإبداعاً وتأثيراً في حركة الشعر العربي.
- المساهمة في تشجيع النشر العربي وحث الناشرين على تقديم كل ما يساهم في الارتقاء بالعقل العربي ويرفد الثقافة العربية، بما هو جديد ومميز ومواكب لقضايا العصر.

## الجائزة
مبلغ جائزة الأركانة العالمية هو شيك نقدي بقيمة أثنا عشر ألف دولار  والمردود المالي لهذه الجائزة يعتبر رمزياً بالنظر لأهمية مايقدمه، المثقفون والأدباء في هذا المجال الإبداعي، إضافة لدرع الجائزة وهو عبارة على شكل شجرة أركان برونزية.

## تكريمات
| سنة  | الدولة           | الشاعر                       |
| ---- | ---------------- | ---------------------------- |
| 2023 | إيطاليا          | جوزيبي كونتي                 |
| 2020 | المغرب           | محمد الأشعري                 |
| 2019 | الولايات المتحدة | تشارلز سيميك                 |
| 2018 | لبنان            | وديع سعادة                   |
| 2017 | النيجر           | محمدين خواد                  |
| 2016 | المغرب           | محمد بنطلحة                  |
| 2015 | ألمانيا          | الشاعر فولكر براون           |
| 2014 | البرتغال         | نونو جوديس                   |
| 2013 | فرنسا            | إيف بونفوا                   |
| 2012 | إسبانيا          | أنطونيو غامونيدا             |
| 2011 | الولايات المتحدة | مارلين هاكر                  |
| 2010 | المغرب           | طاهر بن جلون                 |
| 2009 | العراق           | سعدي يوسف                    |
| 2008 | فلسطين           | محمود درويش                  |
| 2004 | المغرب           | الشاعر والناقد محمد السرغيني |
| 2002 | الصين            | بي داو                       |